# Polymera furiosa
Polymera furiosa är en tvåvingeart som beskrevs av Alexander 1950. Polymera furiosa ingår i släktet Polymera och familjen småharkrankar. Inga underarter finns listade i Catalogue of Life.